# メインストリートUSA
- ディズニーパーク > メインストリートUSA
  - ディズニーランド・リゾート > ディズニーランド > メインストリートUSA
  - ウォルト・ディズニー・ワールド・リゾート > マジック・キングダム > メインストリートUSA
  - ディズニーランド・パリ > ディズニーランド・パーク (パリ) > メインストリートUSA
  - 香港ディズニーランド・リゾート > 香港ディズニーランド > メインストリートUSA

メインストリートUSA（Main Street, U.S.A.、略称：M/S）とは、世界のディズニーパークにあるテーマランドの一つである。

## メインストリートUSAがあるパーク
- ディズニーランド（ディズニーランド・リゾート）
- マジック・キングダム（ウォルト・ディズニー・ワールド・リゾート）
- ディズニーランド・パーク（ディズニーランド・パリ）
- 香港ディズニーランド（香港ディズニーランド・リゾート）

## 概要
「メインストリートUSA」は、ウォルト・ディズニーが幼少期を過ごした街、ミズーリ州のマーセリンの町並みがモデルとなっている。BGMも19世紀末から20世紀初頭にかけてアメリカで流行したラグタイムが多用されており、「古きよき時代のアメリカ」の雰囲気を醸し出している。建物の大半がショップとレストランなどであり、小さな映画館や道路を走る乗り物以外のアトラクションはほとんど存在しない。
東京ディズニーランドでは「ワールドバザール」という異なったテーマランド名称が用いられている。ワールドバザールでは全天候型ガラス屋根である「オールウェザーカバー」がついており、ストリートと言うよりは一つの建物になっている。なお、オールウェザーカバーは、梅雨や台風など雨が降ることが多い日本の気候に配慮したもので、特殊なガラスが4,000枚も使用されている。

## 各施設の紹介
英語名には英語版Wikipediaへのリンクを、日本語名には日本語版Wikipediaへのリンクとしている。

### ディズニーランド

#### アトラクション
2021年6月現在。
- Disneyland Railroad（ディズニーランド鉄道 メインストリートUSA駅）
- Main Street Vehichles（メインストリート・ヴィークル）
- The Disney Gallery（ディズニー・ギャラリー）
- The Disneyland Story presenting Great Moments with Mr.Lincoln（ウォルト・ディズニー・ストーリー 『リンカーン大統領の感動の演説』）
- Main Street Cinema（メインストリート・シネマ）

過去にあったアトラクション
- メインストリート・アーケード

#### ショップ
2021年6月現在。
- 20th Century Music Company（20世紀ミュージック・カンパニー）
- Candy Palace and Candy Kitichen（キャンディ・パレスとキャンディ・キッチン）
- Crystal Arts（クリスタル・アーツ）
- Disneyana（ディズニアナ）
- Disney Showcase（ディズニー・ショーケース）
- Emporium（エンポーリアム）
- The Mad Hatter on Main Street, U.S.A.
- Main Street Photo Supply Co.
- Silhouette Studio（シルエット・スタジオ）

過去にあったショップ
- チャイナ・クローゼット
- クリスタル・パレス
- ディズニー・クローザーズ
- メインストリート・マジックショップ
- メインストリート・ピンショップ
- ニューセンチュリー・ジュエリー
- ニューススタンド
- ペニー・アーケード

#### レストラン
2021年6月現在。
- Carnation Cafe（カーネーション・カフェ）
- Gibson Girl Ice Cream Parlor（ギブソン・ガール・アイスクリーム・パーラー）
- Jolly Holiday Bakery Cafe（ジョリー・ホリデー・ベーカリー）
- Market House（メインストリート・マーケットハウス）
- Plaze Inn（プラザ・イン）
- Refreshment Corner（リフレッシュメント・コーナー）

#### エンターテイメント
2021年6月現在。
- "Believe...In Holiday Magic" Fireworks Spectacular
- A Christmas Fantasy Parade
- Mickey and Firends Band-Tastic Cavalcade
- The Dapper Dans
- Fireworks at Disneyland Park
- Halloween Screams
- Mickey's Mix Magic
- Wintertime Enchantement at Sleeping Beauty's Winter Castle

過去のエンターテイメント
- ミッキーのサウンドセーショナル・パレード
- Disneyland Forever（ディズニーランド・フォーエバー）
- Paint the Night（ペイント・ザ・ナイト・パレード）

### マジックキングダム

#### アトラクション
- ダッパー・ダンの理髪店
- メインストリート・ヴィークル
- ソーサラー・オブ・マジックキングダム
- タウン・スクエア・シアター - ミッキーやディズニープリンセスとのグリーティングができる施設
- ディズニーワールド鉄道 メインストリートUSA駅

#### ショップ
- ザ・チェパウ
- コンフェクショナリー
- クリスタル・アーツ
- ディズニー・クローザーズ
- ディズニー & Co.
- エンポーリアム
- メインストリート・アスレチッククラブ
- メインストリート・シネマ
- メインストリート・ギャラリー
- アップタウン・ジュエリー

#### レストラン
- ケイシーズ・コーナー
- クリスタル・パレス
- メインストリート・ベーカリー
- プラザ・アイスクリーム・パーラー
- プラザ・レストラン
- トニーズ・タウンスクエア・レストラン

#### エンターテイメント
- メインストリート・トロリーショー
- フェスティバル・オブ・ファンタジー・パレード
- ムーブ・イット! シェイク・イット! ダンス＆プレイ・イット! ストリートパーティー

### ディズニーランド・パリ

#### アトラクション
- ディズニーランド鉄道 メインストリートUSA駅
- メインストリート・ヴィークル
- ホースドローン・ストリート・カーズ
- ディスカバリー・アーケード
- リバティ・アーケード&タブロー

#### ショップ
- プラザ・イースト・ブティック
- プラザ・ウェスト・ブティック
- ボクシー・ブラザーズ・メンズ・アクセサリー
- リボン&ボウの帽子店
- タウンスクエア写真館
- ボードウォーク・キャンディ・パレス
- ディズニーの衣料品会社
- メインストリート・モーターズ
- ハーリントンズ・ファイン・チャイナ＆ポーセリーン
- ディズニアナ・コレクタブル
- グラス・ファンタジーズ
- ストーリー・ブックストア
- エンポーリアム
- リリーズ・ブティック
- グラス・アーティザン
- ディズニー & Co.

#### レストラン
- ケーブルカー・ベイクショップ
- クッキー・キッチン
- マーケット・ハウス・デリ
- プラザ・ガーデンズ・レストラン
- コーヒー・グラインダー
- ギブソン・ガール・アイスクリーム・パーラー
- アイスクリーム・カンパニー
- ヴィクトリアのホームスタイル・レストラン
- ウォルトのアメリカン・レストラン

### 香港ディズニーランド
香港のメインストリートUSAの漢訳は「美国小鎮大街」と言う。

#### アトラクション
- 香港ディズニーランド鉄道
- メインストリート・ビークル
- ディズニーランド・ストーリー

#### ショップ
- エンポーリアム
- メインストリートスイート
- タウンスクエアフォト
- ミッドタウンジュエリー
- クリスタルアート

#### レストラン
- プラザイン
- メインストリートコーナーカフェ
- マーケットハウスベーカリー

## Trivia
- メインストリートUSAは遠近法が多用されている。パークのシンボルであるお城をエントランス側から見た時に距離感を持たせ、奥行があるように見せる為に、エントランス側からお城側に向かうに連れて建物は徐々に低く、道幅は狭くなっている。逆にお城側からエントランス側を見ると、エントランスとの距離が近いように見える。